# Geologisk Efterforsknings Selskab
Geologisk Efterforsknings Selskab blev stiftet maj/juni 1940 af geolog, dr.phil S.A. Andersen for at søge efter og levere råstoffer til industrien, samt agere forlag for undervisningsmateriale.

## Baggrund
Andersen havde fra 1. februar 1939 været ansat som ledende geolog i Danish American Prospecting Co (DAPCo), men i forbindelse med besættelsen havde amerikanerne omgående forladt landet og selskabets olieboringer var blevet indstillet.
DAPCo havde formelt stadig koncessionen på de værdier i undergrunden, der ikke tidligere havde været kommercielt udnyttet, fx råolie. Derfor fokuserede man i første omgang på at finde forekomster af ler, grus, kalk, sand, jern, brunkul, mergel og sten. S.A. Andersen mente, at disse kunne udnyttes i langt højere grad, end man tidligere havde gjort, og da størstedelen af den danske undergrund på det tidspunkt endnu ikke var tilstrækkeligt undersøgt, var der et stort potentiale. 
Selskabet tog på egen hånd initiativ til en række undersøgelser af undergrunden, fx ved hjælp af prøveboringer, og tog også imod specifikke opgaver fra andre selskaber. Fra 1940 og op igennem 1950'erne søgte man bl.a. efter naturgas i Vendsyssel for FLSmidth, jernmalm ved Middelfart (det såkaldte Øksenrade sandsten), saltdiapir bl.a. ved Mariager, brunkul i Søby Brunkulslejer, samt kobber, bly og olieskifer på Bornholm.
Selskabet havde ved opstarten laboratorium på Svanholmsvej 1, Frederiksberg og kontor på Gammeltorv 22, senere i Studiestræde 3, København K.
Ved opstarten var også tilknyttet geolog, magister Aksel Nørvang og ingeniør Leif Hansen, der ligeledes havde været tilknyttet Danish American Prospecting Co., samt geolog, magister Knud Dreyer Jørgensen. I en periode frem til 1944 var Rasmus Erik Bille Pedersen, Frederiksbjerg, desuden medejer.
Forlagsvirksomheden blev stiftet af S.A. Andersen som Geologisk Efterforsknings Selskabs Skolematerielafdeling, hvorfra der blev solgt terrænmodeller, geologiske plancher, stensamlinger m.v. til undervisningsbrug til skoler.

## Kampen om DAPCos koncession
Med tiden forsøgte Andersen at skabe et alternativ, som kunne udfordre DAPCos eneret til den danske undergrund. Han forsøgte sideløbende at vinde politisk opbakning for, at den danske undergrund burde være på danske hænder, og dette arbejde blev yderligere motiveret af, at der i 1943 blev sået begrundet tvivl om, hvorvidt DAPCos koncession på den danske undergrund var opnået på lovlig vis.
Straks efter befrielsen i maj 1945 forsøgte Andersen igen at påvirke politikerne, blandt andre udenrigsminister John Christmas Møller, som også inden krigen havde været modstander af at give udenlandske selskaber rettigheder til den danske undergrund. Andersen argumenterede blandt andet:"Det vil da sikkert være i Overensstemmelse med det danske Folks ønske, om den danske Stat nu selv tog sig af Opgaven (...) saaledes, at Arbejdet blev ledet fra Dansk side".
Det lykkedes imidlertid ikke at vinde politisk opbakning i tide, og fra 1946 var amerikanerne igen tilbage. Det lykkedes dog at få sagen og de mystiske omstændigheder op i et undersøgelsesudvalg, som få år senere konkluderede at saltfundet ved Harte i 1936 var et falsum, hvormed Frederick Franklin Ravlin og DAPCo dermed uretmæssigt havde fået bevilget koncessionen.
DAPCos arbejde fortsatte under Gulf Refining Co.'s ejerskab, indtil koncessionen i 1957 blev solgt videre til Standard Oil of New Jersey, som allerede i 1959 opgav den videre olieefterforksning. Først da A.P. Møller og hans to rederier d. 8. juli 1962 vandt koncessionen, kom den danske undergrund formelt på danske hænder, omend udenlandske firmaer hurtigt blev inviteret med.